# Мохаммед, Ясмин
Ясмин Мохаммед (араб. يَاسَمِين مُحَمَّد‎, англ. Yasmine Mohammed) — преподаватель канадского университета, активистка по правам человека и писательница. Мохаммед сбежала от принудительного, жестокого брака с террористом Аль-Каиды Эссамом Марзуком и стала защитницей прав женщин через свою некоммерческую организацию Free Hearts, Free Minds. Она является членом Бюро спикеров Центра расследований и входит в консультативный совет Института более ярких мозгов.
В рамках своей инициативы Free Hearts, Free Minds она поддерживает бывших мусульман, скрывающих свою ориентацию, из стран с мусульманским большинством и координирует онлайн-кампанию #NoHijabDay против Всемирного дня хиджаба. У неё также есть веб-сайт и она ведёт серию передач на YouTube под названием Forgotten Feminists.
Мохаммед давала интервью Сэму Харрису, Сету Эндрюсу и нескольким новостным агентствам из разных стран, а в 2019 году опубликовала книгу Unveiled: How Western Liberals Empower Radical Islam.

## Биография

### Семья и ранняя жизнь
Мать Ясмин — египтянка, племянница первого президента Республики Египет после революции 1952 года Мохаммеда Нагиба, а её отец — палестинец, родившийся в секторе Газа. Она родилась в Ванкувере, Канада.
Согласно автобиографии Мохаммед, её семья вела светскую жизнь, пока её отец не ушёл, когда ей было два года, оставив её мать с тремя маленькими детьми. Мать Ясмин искала общину и поддержку в местной мечети, где она встретила мужчину, который сказал, что поддержит её. Он уже был женат, у него было трое собственных детей, и мать Ясмин стала его второй женой. В то время Ясмин было девять лет, и она утверждает, что положение её матери улучшилось, потому что её новый муж не был с ней так же жесток, как её первый муж. Однако Ясмин утверждает в интервью Сэму Харрису, что её отчим физически оскорблял её, её братьев и сестёр. Она заявила, что её мать стала тем, кого можно было бы назвать «возрожденной» мусульманкой, что изменило жизнь Мохаммед. Ей больше не разрешалось выходить на улицу, чтобы играть с друзьями, и она должна была молиться пять раз в день. Её насильно заставляли носить хиджаб и избивали за то, что она не могла запомнить Коран. Она начала посещать исламскую школу, которая была открыта в мечети. Когда ей было 13 лет, она рассказала доверенному учителю о насилии, которому она подвергалась, и показала ему свои синяки. Была вызвана полиция, и дело было передано в суд, но Мохаммед утверждает, что судья постановил, что, поскольку её семья была арабской, они имели право дисциплинировать её таким образом. Она утверждает, что это заставило её почувствовать, что она не так важна, как другие дети, из-за этой халатности со стороны канадских властей.
Ясмин часто описывала то, как её воспитывали, как «зло». Она начала носить никаб в возрасте 19 лет, после того как её познакомили со своим будущим мужем.

### Принудительный брак с террористом Аль-Каиды
Когда Ясмин было 20, её заставили выйти замуж за террориста Аль-Каиды Эссама Марзука, и у них родилась дочь. Позже она сбежала из брака, чтобы защитить свою дочь от угрозы женского обрезания. Она сменила имена и переехала в другой город, так как боялась, что её дочь похитят, и воспитывала мусульманкой. Несмотря на то, что она верила, что её муж находится в тюрьме, она все ещё боялась, потому что он был членом Аль-Каиды. После побега она получила студенческие ссуды и поступила в Университет Британской Колумбии, где она посещала занятия по истории религии и впервые начала более критически относиться к исламу.

## Активизм
День без хиджаба
..день поддержки смелых женщин
...которые хотят освободиться от хиджаба.
 Женщины, которые хотят сами решать,
 что носить или не носить на голове.
 Женщины, которые борются
 либо против женоненавистнических правительств,
 которые сажают их в тюрьму за снятие хиджаба,
 либо против жестоких семей и общин,
 которые подвергают их остракизму, насилию и даже убивают.
Ясмин решила начать высказываться после того, как увидела, как Бен Аффлек и Сэм Харрис обсуждают ислам в Real Time with Bill Maher. Она критиковала как ислам, так и левых, которых она обвиняет в непреднамеренном потворстве радикальному исламу посредством их работы по борьбе с исламофобией. Мохаммед является ярым противником практики ношения паранджи или хиджаба, а также попыток пропаганды их использования, рассматривая хиджаб как «инструмент угнетения, одежду, которая увековечивает культуру изнасилования». Чтобы выразить протест против Всемирного дня хиджаба, она продвигала хэштег #NoHijabDay как расширение в социальных сетях кампании, запущенной Марьям Намази и Советом бывших мусульман.
Ясмин также собирала деньги для размещения Рахаф аль-Кунун, просительницы убежища, которая бежала в Канаду из Саудовской Аравии, чтобы спастись от своей жестокой семьи. По словам Эриха Дж. Принса, Мохаммед стала частым комментатором отношений ислама с Западом, особенно в Канаде.
Ясмин была свидетелем в Постоянном комитете по канадскому наследию 8 ноября 2017 года относительно включения слова исламофобия в Предложение 103. Она указала, что цель предложения — «…подавить фанатизм по отношению к людям». Но она утверждала, что термин «исламофобия» не защищает мусульман, а защищает идеологию ислама. Мохаммед была одним из нескольких свидетелей, которые предостерегали членов комитета от спешки с принятием законов из-за «растущего общественного климата ненависти и страха». Мохаммед и другие свидетели рекомендовали, чтобы существующие законы были реализованы и усилены, чтобы обуздать ненависть и дискриминацию по отношению ко всем канадцам, а не только к одной группе канадцев.
В 2017 году Ясмин написала эссе под названием «Нечестивый альянс: почему левые американцы поддерживают правых мусульман?» на SEDAA: Our Voices, платформу, на которой представлены авторы мусульманского наследия, где она пишет о своей истории и проблемах, с которыми сталкиваются бывшие мусульмане.
Среди её целей — противодействие экстремистскому исламизму и антисемитизму.

### День без хиджаба
Ясмин является основателем хэштеговой кампании под названием «День без хиджаба» или «День свободы от хиджаба», которая отмечается 1 февраля. Это хэштеговая кампания, направленная на повышение осведомленности о девушках и женщинах, которые хотят снять хиджаб, но не могут или уже сняли его и сталкиваются с последствиями этого.

### Free Hearts, Free Minds
Ясмин основала некоммерческую организацию под названием «Free Hearts, Free Minds», которая помогает бывшим мусульманам, живущим в странах с мусульманским большинством, где государство санкционирует смертную казнь за выход из ислама. Организация предоставляет психологические консультации людям, покидающим ислам, уделяя особое внимание предоставлению услуг женщинам из Саудовской Аравии и представителям ЛГБТ из мусульманского мира.

## Публикации
Мохаммед написала мемуары под названием «Разоблачено: как западные либералы поддерживают радикальный ислам», которые были опубликованы 25 сентября 2019 года. Она получила два года письма с отказами, прежде чем Сэм Харрис убедил её опубликовать их самостоятельно. В мемуарах описывается её воспитание в фундаменталистской исламской семье в Канаде, её отчим, который бил её по ступням за то, что она неправильно читала молитвы, её брак против её воли с террористом Аль-Каиды, её побег и последующий активизм.
В интервью с Сетом Эндрюсом, ведущим подкаста The Thinking Atheist, Эндрюс усомнился в её выборе названия. Поскольку не все западные либералы поддерживают радикальный ислам, он подумал, что название могло бы быть «Разоблачено: как многие западные либералы поддерживают радикальный ислам». Мохаммед ответила, что более точным названием для книги могло бы быть «Как некоторые западные либералы непреднамеренно усиливают радикальный ислам», но это не привлекло бы достаточного внимания.